# Arnór Ingvi Traustason
Arnór Ingvi Traustason (Keflavík, 30 aprile 1993) è un calciatore ed ex giocatore di calcio a 5 islandese, centrocampista dell'IFK Norrköping e della nazionale islandese.

## Carriera

### Club
Traustason vestì la maglia del Keflavík e vi rimase in forza dal 2010 al 2012. Il 15 agosto 2012, passò ai norvegesi del Sandnes Ulf con la formula del prestito. Esordì nell'Eliteserien in data 26 agosto, subentrando al connazionale Steinþór Freyr Þorsteinsson nel successo per 3-1 sul Sogndal.

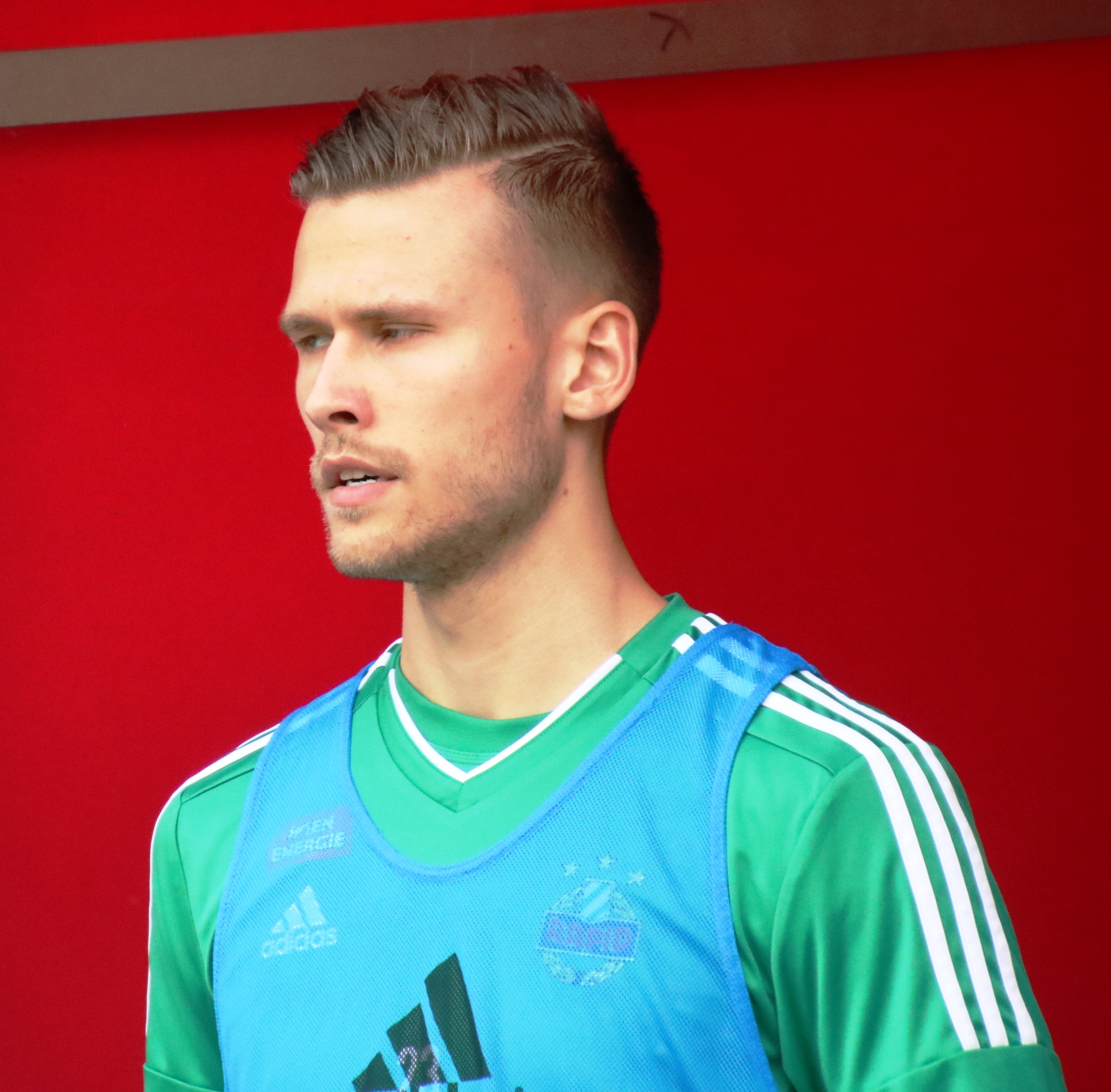
Traustason al Rapid Vienna nel 2017

Il 28 ottobre 2013 fu ufficialmente ingaggiato dall'IFK Norrköping, a cui si legò con un contratto valido a partire dal 1º gennaio 2014. Dopo aver sorprendentemente vinto lo scudetto svedese nella stagione 2015, durante l'estate successiva diventò un giocatore del Rapid Vienna per una cifra di circa 2,3 milioni di euro.
Il 4 luglio 2017 passò in prestito ai greci dell'AEK Atene. Tuttavia in Grecia Traustason giocò solo 3 partite e, in gennaio, dopo appena 6 mesi, venne ceduto a titolo definitivo dal in Svezia al Malmö FF.
Il 16 marzo 2021, Traustason è stato tesserato dagli statunitensi del New England Revolution.
Il 10 agosto 2022 ha fatto ritorno all'IFK Norrköping.

### Nazionale
Traustason conta diverse presenze nelle selezioni giovanili islandesi. Il 10 settembre 2012, debuttò nella nazionale Under-21: fu infatti schierato titolare nella sconfitta per 5-0 contro il Belgio under 21, sfida valida per le qualificazioni al campionato europeo di categoria del 2013.
Il 13 novembre 2015 debutta con la nazionale maggiore giocando tutta la partita amichevole persa per 4-2 contro la Polonia.
Viene convocato per gli Europei 2016 in Francia. È proprio una sua rete in extremis ad assicurare all'Islanda la storica qualificazione agli ottavi di finale, con il definitivo 2-1 siglato al 94' minuto della sfida contro l'Austria nell'ultima partita della fase a gironi. Nella competizione i nordici eliminano sorprendentemente l'Inghilterra per 2-1 agli ottavi, per poi venire eliminati con un sonoro 5-2 dalla Francia, federazione ospitante del torneo, ai quarti.
Viene convocato anche per i Mondiali 2018 in Russia.

## Statistiche
Statistiche aggiornate al 12 febbraio 2022.
| Stagione             | Squadra              | Campionato           | Campionato | Campionato | Coppe nazionali | Coppe nazionali | Coppe nazionali | Coppe continentali | Coppe continentali | Coppe continentali | Altre coppe | Altre coppe | Altre coppe | Totale | Totale |
| Stagione             | Squadra              | Comp                 | Pres       | Reti       | Comp            | Pres            | Reti            | Comp               | Pres               | Reti               | Comp        | Pres        | Reti        | Pres   | Reti   |
| -------------------- | -------------------- | -------------------- | ---------- | ---------- | --------------- | --------------- | --------------- | ------------------ | ------------------ | ------------------ | ----------- | ----------- | ----------- | ------ | ------ |
| 2010                 | Keflavík             | UD                   | 3          | 1          | BK              | 0               | 0               | -                  | -                  | -                  | -           | -           | -           | 3      | 1      |
| 2011                 | Keflavík             | UD                   | 15         | 1          | BK              | 2               | 0               | -                  | -                  | -                  | -           | -           | -           | 17     | 1      |
| mag.-ago. 2012       | Keflavík             | UD                   | 15         | 4          | BK              | 1               | 0               | -                  | -                  | -                  | -           | -           | -           | 16     | 4      |
| ago.-nov. 2012       | Sandnes Ulf          | E                    | 10+1       | 0          | CN              | 0               | 0               | -                  | -                  | -                  | -           | -           | -           | 11     | 0      |
| 2013                 | Keflavík             | UD                   | 19         | 4          | BK+CdL          | 1+4             | 0+4             | -                  | -                  | -                  | -           | -           | -           | 24     | 8      |
| Totale Keflavik      | Totale Keflavik      | Totale Keflavik      | 52         | 10         |                 | 8               | 4               |                    | -                  | -                  |             | -           | -           | 60     | 14     |
| 2014                 | IFK Norrköping       | A                    | 18         | 3          | SC+SC           | 2+1             | 0+1             | -                  | -                  | -                  | -           | -           | -           | 21     | 4      |
| 2015                 | IFK Norrköping       | A                    | 29         | 7          | SC+SC           | 4+0             | 2+0             | -                  | -                  | -                  | SS          | 1           | 0           | 34     | 9      |
| apr.-giu. 2016       | IFK Norrköping       | A                    | 9          | 2          | SC+SC           | 3+0             | 1+0             | -                  | -                  | -                  | -           | -           | -           | 12     | 3      |
| 2016-2017            | Rapid Vienna         | BL                   | 22         | 3          | CA              | 3               | 0               | UEL                | 8                  | 0                  | -           | -           | -           | 33     | 3      |
| 2017-gen. 2018       | AEK Atene            | SLE                  | 3          | 0          | CG              | 2               | 1               | -                  | -                  | -                  | -           | -           | -           | 5      | 1      |
| 2018                 | Malmö FF             | A                    | 22         | 4          | SC+SC           | 5+0             | 1+0             | UCL+UEL            | 4+10               | 2+0                | -           | -           | -           | 41     | 7      |
| 2019                 | Malmö FF             | A                    | 27         | 7          | SC+SC           | 0+0             | 0+0             | UEL                | 9                  | 0                  | -           | -           | -           | 36     | 7      |
| 2020                 | Malmö FF             | A                    | 20         | 1          | SC+SC           | 5+2             | 1+0             | UEL                | 3                  | 1                  | -           | -           | -           | 30     | 3      |
| Totale Malmo         | Totale Malmo         | Totale Malmo         | 69         | 12         |                 | 12              | 2               |                    | 26                 | 3                  |             | -           | -           | 107    | 17     |
| 2021                 | N.E. Revolution      | MLS                  | 29+1       | 2+0        | -               | -               | -               | CCL                | 2                  | 0                  | -           | -           | -           | 32     | 2      |
| gen-ago. 2022        | N.E. Revolution      | MLS                  | 15         | 0          | USOC            | 1               | 0               | -                  | -                  | -                  | -           | -           | -           | 16     | 0      |
| Totale NE Revolution | Totale NE Revolution | Totale NE Revolution | 44+1       | 2          |                 | 1               | 0               |                    | 2                  | 0                  |             | -           | -           | 48     | 2      |
| ago.- nov. 2022      | IFK Norrköping       | A                    | 12         | 3          | SC              | 1               | 0               | -                  | -                  | -                  | -           | -           | -           | 13     | 3      |
| Totale Norrkoping    | Totale Norrkoping    | Totale Norrkoping    | 68         | 15         |                 | 11              | 4               |                    | -                  | -                  |             | 1           | 0           | 80     | 19     |
| Totale Carriera      | Totale Carriera      | Totale Carriera      | 270        | 42         |                 | 37              | 7               |                    | 36                 | 3                  |             | 1           | 0           | 344    | 52     |

### Cronologia presenze e reti in nazionale
| Cronologia completa delle presenze e delle reti in nazionale ― Islanda | Cronologia completa delle presenze e delle reti in nazionale ― Islanda | Cronologia completa delle presenze e delle reti in nazionale ― Islanda | Cronologia completa delle presenze e delle reti in nazionale ― Islanda | Cronologia completa delle presenze e delle reti in nazionale ― Islanda | Cronologia completa delle presenze e delle reti in nazionale ― Islanda | Cronologia completa delle presenze e delle reti in nazionale ― Islanda | Cronologia completa delle presenze e delle reti in nazionale ― Islanda |
| Data                                                                   | Città                                                                  | In casa                                                                | Risultato                                                              | Ospiti                                                                 | Competizione                                                           | Reti                                                                   | Note                                                                   |
| ---------------------------------------------------------------------- | ---------------------------------------------------------------------- | ---------------------------------------------------------------------- | ---------------------------------------------------------------------- | ---------------------------------------------------------------------- | ---------------------------------------------------------------------- | ---------------------------------------------------------------------- | ---------------------------------------------------------------------- |
| 13-11-2015                                                             | Varsavia                                                               | Polonia                                                                | 4 – 2                                                                  | Islanda                                                                | Amichevole                                                             | -                                                                      |                                                                        |
| 17-11-2015                                                             | Žilina                                                                 | Slovacchia                                                             | 3 – 1                                                                  | Islanda                                                                | Amichevole                                                             | -                                                                      | 71’                                                                    |
| 13-1-2016                                                              | Abu Dhabi                                                              | Finlandia                                                              | 0 – 1                                                                  | Islanda                                                                | Amichevole                                                             | 1                                                                      | 46’                                                                    |
| 16-1-2016                                                              | Abu Dhabi                                                              | Emirati Arabi Uniti                                                    | 2 – 1                                                                  | Islanda                                                                | Amichevole                                                             | -                                                                      | 60’                                                                    |
| 24-3-2016                                                              | Herning                                                                | Danimarca                                                              | 2 – 1                                                                  | Islanda                                                                | Amichevole                                                             | 1                                                                      | 72’                                                                    |
| 29-3-2016                                                              | Il Pireo                                                               | Grecia                                                                 | 2 – 3                                                                  | Islanda                                                                | Amichevole                                                             | 1                                                                      | 46’                                                                    |
| 6-6-2016                                                               | Reykjavík                                                              | Islanda                                                                | 4 – 0                                                                  | Liechtenstein                                                          | Amichevole                                                             | -                                                                      | 69’                                                                    |
| 22-6-2016                                                              | Saint-Denis                                                            | Islanda                                                                | 2 – 1                                                                  | Austria                                                                | Euro 2016 - 1º turno                                                   | 1                                                                      | 80’                                                                    |
| 27-6-2016                                                              | Nizza                                                                  | Inghilterra                                                            | 1 – 2                                                                  | Islanda                                                                | Euro 2016 - Ottavi di finale                                           | -                                                                      | 89’                                                                    |
| 5-9-2016                                                               | Kiev                                                                   | Ucraina                                                                | 1 – 1                                                                  | Islanda                                                                | Qual. Mondiali 2018                                                    | -                                                                      |                                                                        |
| 12-11-2016                                                             | Zagabria                                                               | Croazia                                                                | 2 – 0                                                                  | Islanda                                                                | Qual. Mondiali 2018                                                    | -                                                                      | 75’                                                                    |
| 15-11-2016                                                             | Ta' Qali                                                               | Malta                                                                  | 0 – 2                                                                  | Islanda                                                                | Amichevole                                                             | 1                                                                      |                                                                        |
| 24-3-2017                                                              | Mitrovica                                                              | Kosovo                                                                 | 1 – 2                                                                  | Islanda                                                                | Qual. Mondiali 2018                                                    | -                                                                      | 72’                                                                    |
| 8-11-2017                                                              | Doha                                                                   | Islanda                                                                | 1 – 2                                                                  | Rep. Ceca                                                              | Amichevole                                                             | -                                                                      | 60’                                                                    |
| 14-11-2017                                                             | Doha                                                                   | Qatar                                                                  | 0 – 0                                                                  | Islanda                                                                | Amichevole                                                             | -                                                                      |                                                                        |
| 11-1-2018                                                              | Sleman                                                                 | Indonesia                                                              | 0 – 6                                                                  | Islanda                                                                | Amichevole                                                             | -                                                                      | 66’                                                                    |
| 14-1-2018                                                              | Giacarta Centrale                                                      | Indonesia                                                              | 1 – 4                                                                  | Islanda                                                                | Amichevole                                                             | -                                                                      | 63’                                                                    |
| 28-3-2018                                                              | Lipsia                                                                 | Perù                                                                   | 3 – 1                                                                  | Islanda                                                                | Amichevole                                                             | -                                                                      | 79’                                                                    |
| 7-6-2018                                                               | Reykjavík                                                              | Islanda                                                                | 2 – 2                                                                  | Ghana                                                                  | Amichevole                                                             | -                                                                      | 89’                                                                    |
| 26-6-2018                                                              | Rostov                                                                 | Islanda                                                                | 1 – 2                                                                  | Croazia                                                                | Mondiali 2018 - 1º turno                                               | -                                                                      | 90+1’                                                                  |
| 11-9-2018                                                              | Reykjavík                                                              | Islanda                                                                | 0 – 3                                                                  | Belgio                                                                 | UEFA Nations League 2018-2019 - 1º turno                               | -                                                                      | 84’                                                                    |
| 11-10-2018                                                             | Guingamp                                                               | Francia                                                                | 2 – 2                                                                  | Islanda                                                                | Amichevole                                                             | -                                                                      | 59’                                                                    |
| 15-10-2018                                                             | Reykjavík                                                              | Islanda                                                                | 1 – 2                                                                  | Svizzera                                                               | UEFA Nations League 2018-2019 - 1º turno                               | -                                                                      | 68’                                                                    |
| 15-11-2018                                                             | Bruxelles                                                              | Belgio                                                                 | 2 – 0                                                                  | Islanda                                                                | UEFA Nations League 2018-2019 - 1º turno                               | -                                                                      |                                                                        |
| 19-11-2018                                                             | Eupen                                                                  | Qatar                                                                  | 2 – 2                                                                  | Islanda                                                                | Amichevole                                                             | -                                                                      |                                                                        |
| 22-3-2019                                                              | Andorra la Vella                                                       | Andorra                                                                | 0 – 2                                                                  | Islanda                                                                | Qual. Euro 2020                                                        | -                                                                      | 83’                                                                    |
| 25-3-2019                                                              | Saint-Denis                                                            | Francia                                                                | 4 – 0                                                                  | Islanda                                                                | Qual. Euro 2020                                                        | -                                                                      | 57’                                                                    |
| 8-6-2019                                                               | Reykjavík                                                              | Islanda                                                                | 1 – 0                                                                  | Albania                                                                | Qual. Euro 2020                                                        | -                                                                      | 56’                                                                    |
| 11-6-2019                                                              | Reykjavík                                                              | Islanda                                                                | 2 – 1                                                                  | Turchia                                                                | Qual. Euro 2020                                                        | -                                                                      | 80’                                                                    |
| 7-9-2019                                                               | Reykjavík                                                              | Islanda                                                                | 3 – 0                                                                  | Moldavia                                                               | Qual. Euro 2020                                                        | -                                                                      |                                                                        |
| 11-10-2019                                                             | Reykjavík                                                              | Islanda                                                                | 0 – 1                                                                  | Francia                                                                | Qual. Euro 2020                                                        | -                                                                      | 81’                                                                    |
| 14-10-2019                                                             | Reykjavík                                                              | Islanda                                                                | 2 – 0                                                                  | Andorra                                                                | Qual. Euro 2020                                                        | -                                                                      |                                                                        |
| 14-11-2019                                                             | Istanbul                                                               | Turchia                                                                | 0 – 0                                                                  | Islanda                                                                | Qual. Euro 2020                                                        | -                                                                      | 36’ 63’                                                                |
| 5-9-2020                                                               | Reykjavík                                                              | Islanda                                                                | 0 – 1                                                                  | Inghilterra                                                            | UEFA Nations League 2020-2021 - 1º turno                               | -                                                                      |                                                                        |
| 8-10-2020                                                              | Reykjavík                                                              | Islanda                                                                | 2 – 1                                                                  | Romania                                                                | Qual. Euro 2020                                                        | -                                                                      |                                                                        |
| 11-10-2020                                                             | Reykjavík                                                              | Islanda                                                                | 0 – 3                                                                  | Danimarca                                                              | UEFA Nations League 2020-2021 - 1º turno                               | -                                                                      | 68’                                                                    |
| 14-10-2020                                                             | Reykjavík                                                              | Islanda                                                                | 1 – 2                                                                  | Belgio                                                                 | UEFA Nations League 2020-2021 - 1º turno                               | -                                                                      | 86’                                                                    |
| 25-3-2021                                                              | Duisburg                                                               | Germania                                                               | 3 – 0                                                                  | Islanda                                                                | Qual. Mondiali 2022                                                    | -                                                                      | 71’                                                                    |
| 28-3-2021                                                              | Erevan                                                                 | Armenia                                                                | 2 – 0                                                                  | Islanda                                                                | Qual. Mondiali 2022                                                    | -                                                                      | 77’                                                                    |
| 31-3-2021                                                              | Vaduz                                                                  | Liechtenstein                                                          | 1 – 4                                                                  | Islanda                                                                | Qual. Mondiali 2022                                                    | -                                                                      | 69’                                                                    |
| 14-11-2021                                                             | Skopje                                                                 | Macedonia del Nord                                                     | 3 – 1                                                                  | Islanda                                                                | Qual. Mondiali 2022                                                    | -                                                                      | 78’                                                                    |
| 12-1-2022                                                              | Kadriye                                                                | Islanda                                                                | 1 – 1                                                                  | Uganda                                                                 | Amichevole                                                             | -                                                                      | cap. 79’                                                               |
| 15-1-2022                                                              | Aksu                                                                   | Islanda                                                                | 1 – 5                                                                  | Corea del Sud                                                          | Amichevole                                                             | -                                                                      | cap.                                                                   |
| 26-3-2022                                                              | Murcia                                                                 | Finlandia                                                              | 1 – 1                                                                  | Islanda                                                                | Amichevole                                                             | -                                                                      | 90’                                                                    |
| 8-1-2023                                                               | Albufeira                                                              | Estonia                                                                | 1 – 1                                                                  | Islanda                                                                | Amichevole                                                             | -                                                                      | 46’                                                                    |
| 23-3-2023                                                              | Zenica                                                                 | Bosnia ed Erzegovina                                                   | 3 – 0                                                                  | Islanda                                                                | Qual. Euro 2024                                                        | -                                                                      | 82’                                                                    |
| 20-6-2023                                                              | Reykjavík                                                              | Islanda                                                                | 0 – 1                                                                  | Portogallo                                                             | Qual. Euro 2024                                                        | -                                                                      | 75’                                                                    |
| 8-9-2023                                                               | Lussemburgo                                                            | Lussemburgo                                                            | 3 – 1                                                                  | Islanda                                                                | Qual. Euro 2024                                                        | -                                                                      |                                                                        |
| 11-9-2023                                                              | Reykjavík                                                              | Islanda                                                                | 1 – 0                                                                  | Bosnia ed Erzegovina                                                   | Qual. Euro 2024                                                        | -                                                                      | 70’                                                                    |
| 13-10-2023                                                             | Reykjavík                                                              | Islanda                                                                | 1 – 1                                                                  | Lussemburgo                                                            | Qual. Euro 2024                                                        | -                                                                      |                                                                        |
| 16-10-2023                                                             | Reykjavík                                                              | Islanda                                                                | 4 – 0                                                                  | Liechtenstein                                                          | Qual. Euro 2024                                                        | -                                                                      | 80’                                                                    |
| 16-11-2023                                                             | Bratislava                                                             | Slovacchia                                                             | 4 – 2                                                                  | Islanda                                                                | Qual. Euro 2024                                                        | -                                                                      | 25’                                                                    |
| 19-11-2023                                                             | Lisbona                                                                | Portogallo                                                             | 2 – 0                                                                  | Islanda                                                                | Qual. Euro 2024                                                        | -                                                                      | 62’                                                                    |
| 13-1-2024                                                              | Fort Lauderdale                                                        | Guatemala                                                              | 0 – 1                                                                  | Islanda                                                                | Amichevole                                                             | -                                                                      | cap. 71’                                                               |
| 21-3-2024                                                              | Budapest                                                               | Israele                                                                | 1 – 4                                                                  | Islanda                                                                | Qual. Euro 2024                                                        | 1                                                                      | 63’                                                                    |
| 26-3-2024                                                              | Breslavia                                                              | Ucraina                                                                | 2 – 1                                                                  | Islanda                                                                | Qual. Euro 2024                                                        | -                                                                      |                                                                        |
| 7-6-2024                                                               | Londra                                                                 | Inghilterra                                                            | 0 – 1                                                                  | Islanda                                                                | Amichevole                                                             | -                                                                      |                                                                        |
| 10-6-2024                                                              | Rotterdam                                                              | Paesi Bassi                                                            | 4 – 0                                                                  | Islanda                                                                | Amichevole                                                             | -                                                                      | 46’                                                                    |
| 9-9-2024                                                               | Smirne                                                                 | Turchia                                                                | 3 – 1                                                                  | Islanda                                                                | UEFA Nations League 2024-2025 - 1º turno                               | -                                                                      | 59’                                                                    |
| 11-10-2024                                                             | Reykjavík                                                              | Islanda                                                                | 2 – 2                                                                  | Galles                                                                 | UEFA Nations League 2024-2025 - 1º turno                               | -                                                                      | 82’                                                                    |
| 14-10-2024                                                             | Reykjavík                                                              | Islanda                                                                | 2 – 4                                                                  | Turchia                                                                | UEFA Nations League 2024-2025 - 1º turno                               | -                                                                      |                                                                        |
| 16-11-2024                                                             | Nikšić                                                                 | Montenegro                                                             | 0 – 2                                                                  | Islanda                                                                | UEFA Nations League 2024-2025 - 1º turno                               | -                                                                      |                                                                        |
| 19-11-2024                                                             | Cardiff                                                                | Galles                                                                 | 4 – 1                                                                  | Islanda                                                                | UEFA Nations League 2024-2025 - 1º turno                               | -                                                                      | 72’                                                                    |
| 20-3-2025                                                              | Pristina                                                               | Kosovo                                                                 | 2 – 1                                                                  | Islanda                                                                | UEFA Nations League 2024-2025 - Play-off                               | -                                                                      | 65’                                                                    |
| 23-3-2025                                                              | Murcia                                                                 | Islanda                                                                | 1 – 3                                                                  | Kosovo                                                                 | UEFA Nations League 2024-2025 - Play-off                               | -                                                                      | 46’                                                                    |
| 6-6-2025                                                               | Glasgow                                                                | Scozia                                                                 | 1 – 3                                                                  | Islanda                                                                | Amichevole                                                             | -                                                                      | 72’                                                                    |
| 10-6-2025                                                              | Belfast                                                                | Irlanda del Nord                                                       | 1 – 0                                                                  | Islanda                                                                | Amichevole                                                             | -                                                                      | 46’                                                                    |
| Totale                                                                 |                                                                        | Presenze                                                               | 67                                                                     |                                                                        | Reti                                                                   | 6                                                                      |                                                                        |

## Palmarès

### Club

#### Competizioni nazionali
- Campionato svedese: 2

Norrköping: 2015
Malmö: 2020
- Supercupen: 1

Norrköping: 2015
- MLS Supporters' Shield: 1

New England Revolution: 2021